# ウィニペグ・ジェッツ (1972-1996)
ウィニペグ・ジェッツ（Winnipeg Jets）は、かつてカナダに存在した男子アイスホッケーチーム。本拠地はカナダ連邦マニトバ州ウィニペグ。ナショナルホッケーリーグ(NHL)に加盟していた。

## 歴史
1972年にWHAのチームとして結成。1979年のNHLとWHAの合併でNHLキャンベル・カンファレンスの所属となる。過去にWHAで3度優勝した。しかしNHLの所属になると不振が続き、1996年にアリゾナ州フェニックスに本拠を移転してフェニックス・コヨーテズに生まれ変わった。
2011年6月、かつてのアトランタ・スラッシャーズがホームタウンをウィニペグに移動。チーム名もウィニペグ・ジェッツと改め、母体は異なるが同名のチームがNHL2011-2012のシーズンより参加している。

## 主な選手

### 永久欠番
- 9 ボビー・ハル (Bobby Hull)
- 25 トーマス・スティーン (Thomas Steen)